# Trisannabroen
Trisannabroen (tysk: Trisannabrücke, i folkemunde Wiesberg(er) Brücke) er en 230 meter lang jernbanebro i Østrig, der krydser floden Trisanna samt hovedvej B188 kaldet Silvretta Straße. Broen er vel nok det betydeligste bygningsværk på Arlbergbanen, og ligger ved kilometersten 80,3 mellem jernbanestationerne i Pians og Strengen, og lige akkurat efter det tidligere trinbræt Wiesberg. Ved broens østlige ende ligger Wiesberg Slot, hvilket byder på et særligt skønt motiv der lokker mange fotografer til.
Broens opførsel påbegyndtes 1883 i forbindelse med at Arlbergbanen blev anlagt, og broen stod færdig i 1884 som Østrigs længste jernbanebro. I 1923 blev broen forstærket på grund af togenes stigende vægt, og i 1964 blev broens ståldragere udskiftet med nye.